# Eremomidas sultan
Eremomidas sultan is een vliegensoort uit de familie Mydidae. De wetenschappelijke naam van de soort is voor het eerst geldig gepubliceerd in 1922 door Semenov.
De soort komt voor in Turkmenistan en Oezbekistan.